# Patrioten-Marsch
Der Patrioten-Marsch ist der erste,  von Johann Strauss (Sohn) komponierte Marsch (op. 8). Das Werk wurde am 18. August 1845 beim Tiroler Fest im damaligen Vergnügungsetablissement Tivoli im ehemaligen Wiener Vorort Obermeidling (heute Meidling) erstmals aufgeführt.